# Brougham (Automobilbauform)

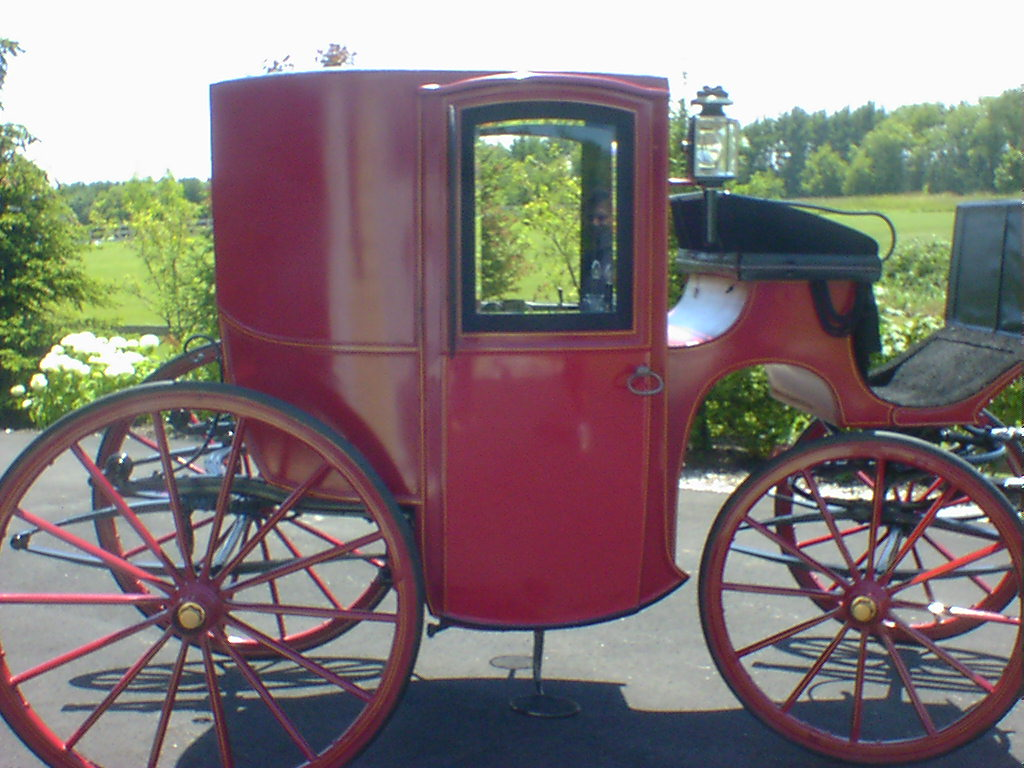
Brougham von Rauch & Lang (USA, ca. 1890); die um 1840 entwickelte Brougham-Kutsche war der Ausgangspunkt für die gleichnamige Karosserie.

Die Bezeichnung Brougham (Aussprache: bruːəm) wurde aus dem Kutschenbau ins Automobilzeitalter übernommen. Ursprünglich bezeichnete man so eine einspännige, vierrädrige, geschlossene Kutsche die zwischen 1840 und 1900 sehr beliebt war. Es war daher naheliegend, dass frühe Automobilbauer und vor allem Karosseriebauunternehmen (die in der Regel hauptsächlich von der Stellmacherei lebten) darauf zurückkamen, weil sie diesen Aufbau bestens kannten und davon ausgehen durften, dass bekannte Bauformen vom Kunden auch leichter akzeptiert würden. Während die Kutsche im Vereinigten Königreich von Großbritannien und Irland erfunden wurde, war die Bezeichnung als Karosserieform in Europa nur etwa bis 1900 einigermaßen verbreitet. In den USA hielt sie sich länger und in überraschender Vielfalt.

## Brougham als Innenlenker

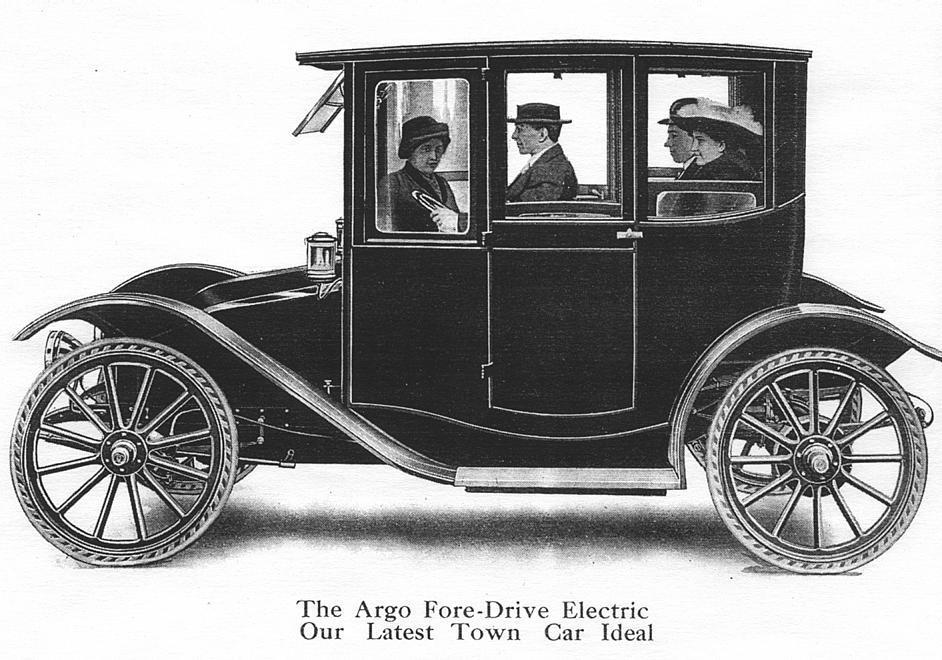
Argo Electric (Extension Front) Fore-Door Brougham (1912)

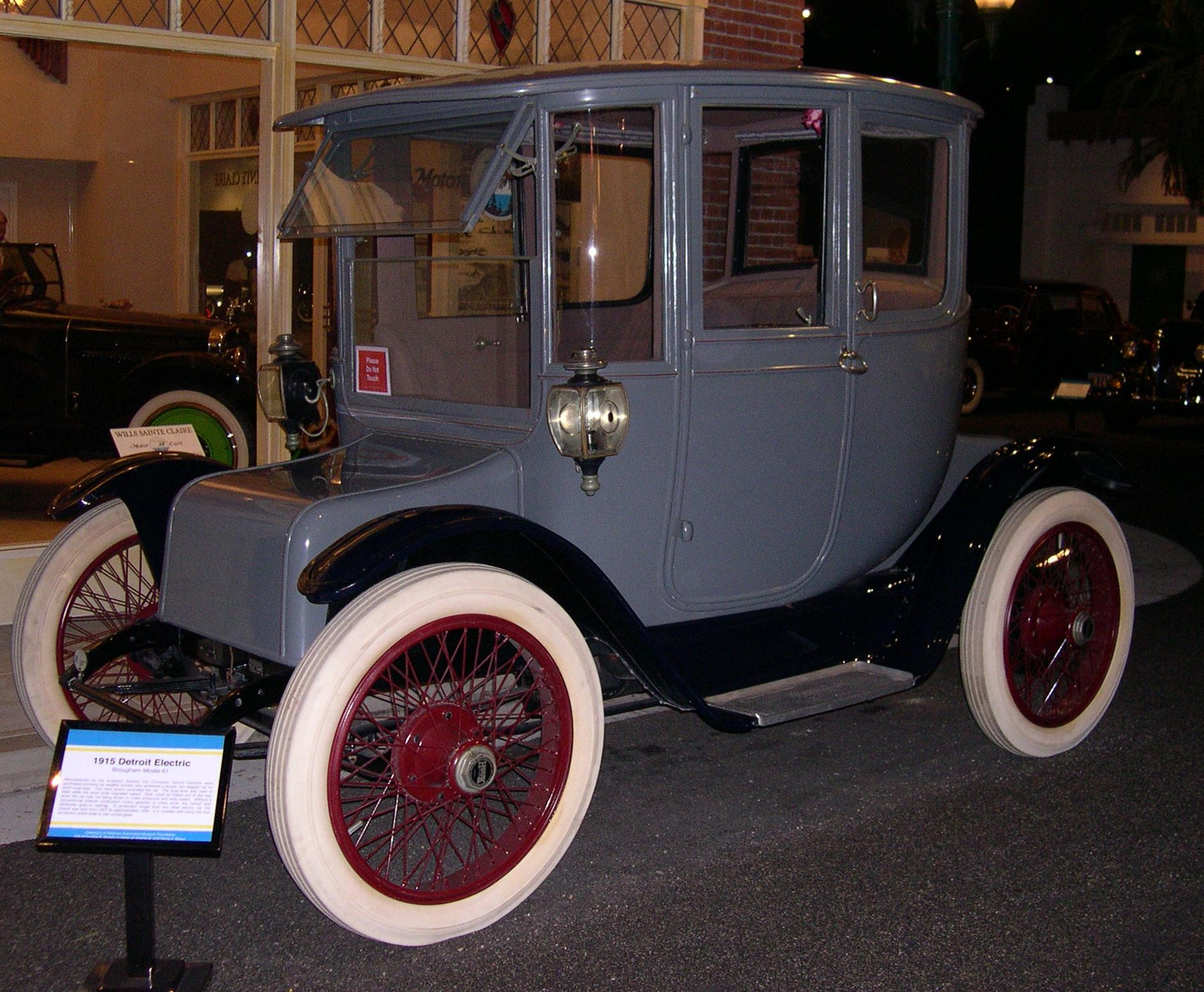
Detroit Electric Model 61 Rear-Drive Brougham (1915)

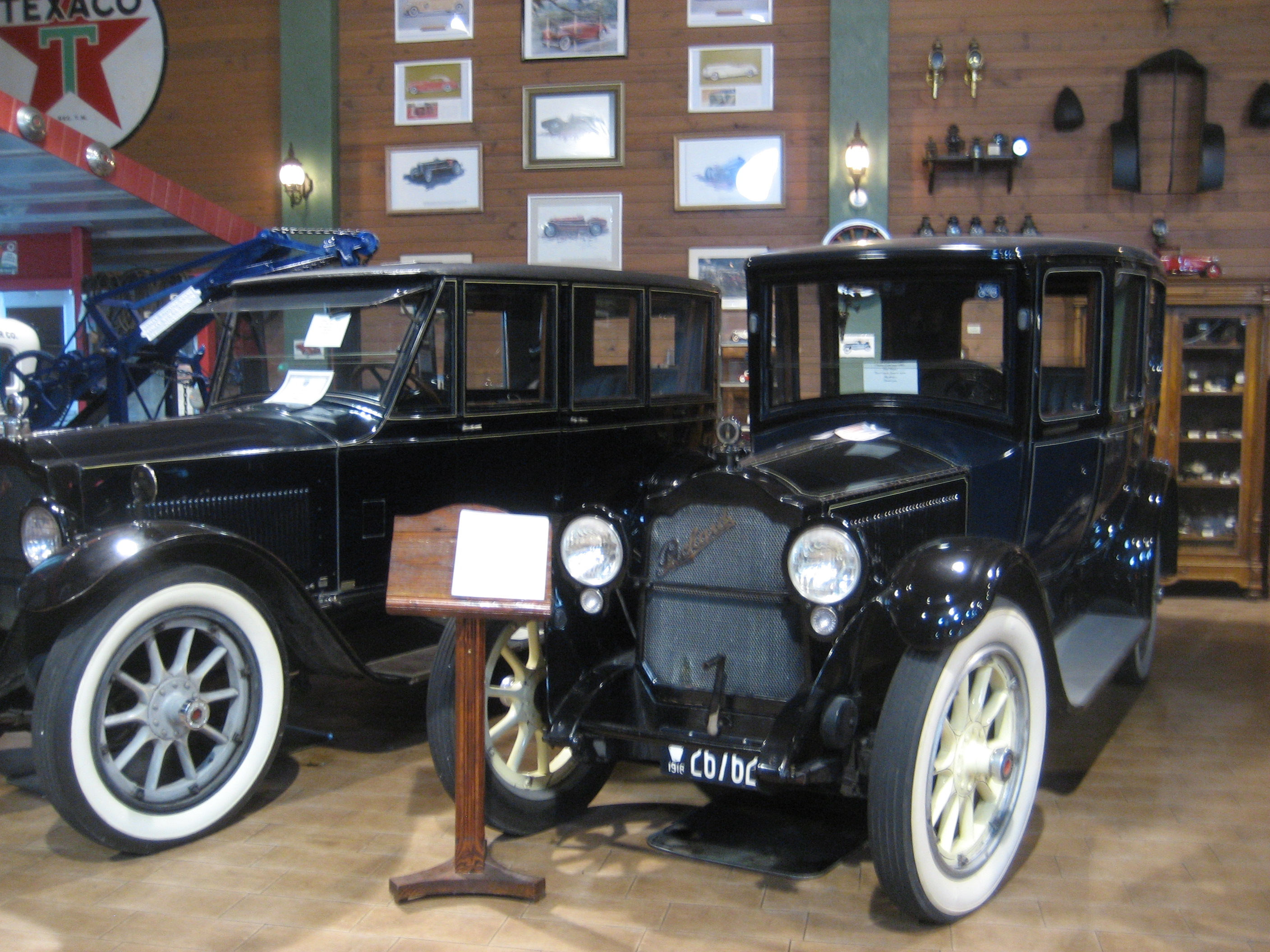
Packard Twin Six 7-passenger Brougham (1918)

Im Lauf der Zeit wurde der Begriff Brougham für verschiedene Aufbauten verwendet. In den 1890er Jahren entwickelten sich zunächst eine Version mit je 2 oder 4 Plätzen für Chauffeurbetrieb und eine für Selbstfahrer. Beide lehnen sich stark an die Kutschen-Bauart an. Der Unterschied besteht darin, dass die Chauffeur-Variante den Fahrersitz vor der Kabine im Freien hat. „Fahrersitz“ kann durchaus wörtlich genommen werden; es gibt Versionen mit einem mittig angeordneten einzelnen Sitz und andere mit einer Sitzbank.
Der von innen gelenkte Brougham ist ein Vorläufer des Coupés. Am längsten hielt sich diese Bauform bei Elektroautos, wo sie bis Ende der 1920er Jahre zu finden war, so etwa beim Detroit Electric bis 1928.
Eine zweitürige "Brougham-Variante führte die damals der oberen Mittelklasse zuzuordnende Marke Cadillac 1916 mit dem Type 53 ein. Sie war mit 2950 US$ eine der teureren von neun erhältlichen Bauformen. Angegeben wurde eine Sitzzahl von 5 bis 7
Ab etwa 1915 ist von außen kaum mehr ein Unterschied zu „gewöhnlichen“ 7-sitzigen Sedan- und Pullmann-Limousinen feststellbar. Ein Alleinstellungsmerkmal des Brougham scheinen die vorderen und mittleren Einzelsitze zu sein. Viertürer hatten üblicherweise eine vordere Sitzbank in deren Rückenlehne allfällige Notsitze verstaut werden konnten. Alte Aufnahmen zeigen, dass die Innenausstattung inklusive Sitzbezügen aus Stoff bestand, der Fahrersitz jedoch mit schwarzem Leder bezogen war. Möglicherweise wurde damit der größeren Abnutzung auf dem Fahrerplatz Rechnung getragen.

### Extension-front Brougham
Auch diese Bezeichnung geht auf die Brougham-Kutsche zurück. Sie war in den USA gebräuchlich für Versionen die in Großbritannien als Brougham Coupé und Clarence bekannt waren. Die Karosserie war im vorderen Teil so verlängert, dass entweder ein Kindersitz (Brougham Coupé) oder eine Sitzbank (Clarence) mit dem Rücken zur Fahrtrichtung untergebracht werden konnten. Es scheint, dass letzterer auch als Double Brougham bezeichnet wurde.

### Fore Drive, Rear Drive, Dual Drive
Aus der unter Extension-front Brougham beschriebenen Sitzanordnung ergab sich eine weitere Besonderheit. Analog dem Vis-à-vis, einer der frühesten Automobilformen überhaupt, wurden diese Fahrzeuge vom Rücksitz aus gelenkt. Dabei schaute der Fahrer den Passagieren über die Schulter. Der Grund ist wohl in der spätviktorianischen Höflichkeit zu suchen: Man drehte sich nicht den Rücken zu, schon gar nicht einer Dame. Diese Anordnung wurde oft Rear Drive genannt und hielt sich aus naheliegenden Gründen nicht lange. Einzig in den vergleichsweise langsamen Elektroautos dieser Zeit war sie bis etwa 1928 anzutreffen. Die heute allgemein übliche Position des Fahrers wurde dann zur Unterscheidung Fore Drive genannt. Außerdem gab es Versionen mit einer abnehmbaren Lenksäule die an zwei verschiedenen Stellen eingehängt werden konnte und Dual Drive genannt wurden. Bei Woods, einem der größeren Hersteller in dieser Branche, hießen die entsprechenden Versionen Front-, Rear- oder Dual Control.

### Salon Brougham
Die Bezeichnung Salon bezieht sich auf die Anordnung der Sitze. Sie entspricht im Prinzip der aus heutigen Minivans bekannten Anordnung. Hinter den vorderen Einzelsitzen sind zwei weitere so angebracht, dass eine Lücke zwischen ihnen bleibt. Es scheint, dass später Notsitze verwendet wurden, die zusammengeklappt und im Boden versenkt werden konnten. Diese Sitze sind normal über die hintere Türe (weder Schiebetüre noch Heckklappe wie beim Minivan) zugänglich. Die Lücke zwischen den Sitzen ist der Durchgang zu einer Bank im Heck. Die Salon-Anordnung ist nicht auf Broughams beschränkt; sie ist auch vom Touring car, der Limousine und dem Sedan bekannt und bei Luxusherstellern wie Packard und Pierce-Arrow verbreitet.

### Sport Brougham
Der Sport Brougham entspricht weitgehend dem Sport Sedan. Wie bei diesem (und auch weiteren) Begriffen lässt sich keine exakte Definition finden weil die Karossiers ihre Bezeichnungen mehr nach Marketing-Grundsätzen als nach technischen richteten. Ein Hinweis ist das Vorhanden sein von Dächern mit Lederüberzug, Sturmbügeln und einem runden oder ovalen Fenster in den hinteren Dachsäulen; Attribute, die wir heute eher weniger mit „Sportlichkeit“ in Verbindung bringen.
Ein Sport Brougham fand sich bei Packard noch 1941 im Angebot: LeBaron baute ihn auf dem Chassis des Topmodells Custom Eight One-Eighty (Modell 1907) als 5-person Sport Brougham, Design Nr. 1452.
Obwohl nicht so genannt, entsprechen die zwischen 1939 und 1942 in Kleinstauflage hergestellten Sport Sedan resp. Convertible Sedan den Kriterien für ein Sport Brougham beziehungsweise All Weather Brougham wie weiter unten beschrieben.

### Touring Brougham
Anfang der 1930er Jahre begann sich der in die Karosserie integrierte Kofferraum durchzusetzen. Bisher wurden entweder Reserverad, Gepäckträger oder beides am Heck mitgeführt; bei der Ausführung mit Kofferraum lag das Reserverad oft in einem Fach unter dem eigentlichen Kofferraum. Als ein Begriff gesucht wurde zur Unterscheidung dieser beiden Varianten, setzte sich bei vielen Herstellern der vorangestellte Terminus „Touring“ durch, so etwa bei Cadillac, Chrysler, Packard oder Karossiers wie Dietrich oder Hooper. Der Begriff wurde auch bei entsprechend gebauten Coupés, Sedan, Limousinen und Cabriolet in gleicher Weise angewendet.

## Town Brougham und Varianten
Der Zusatz „Town“ in der Karosseriebezeichnung impliziert in der Regel ein Fahrzeug mit offenem vorderem Aufbau und Chauffeur-Betrieb; vgl. auch Town Car und Town Landaulet. Der Town Brougham (seltener: Brougham de Ville) unterscheidet sich vom Brougham durch sein offenes Fahrerabteil und einen geschlossenen Passagierraum. Diese von außen gelenkte Variante des Brougham gibt es seit etwa 1895. Der Markt für diese sehr teuren Fahrzeuge war stets limitiert. Daher wurden solche Karosserien auch dann noch von Hand als Einzelstücke oder in Kleinstserien gefertigt als der industrielle Karosseriebau üblich geworden war. Town Brougham entwickelte sich schließlich zu einer Mischform von geschlossenem PKW und Cabriolet, bei dem der Chauffeur in einem eigentlichen Cabriolet-Teil des Fahrzeuges sitzt und die Mitfahrenden im geschlossenen Teil. Zuletzt wurden Limousinen aus der Serienproduktion entsprechend angepasst, was nicht nur die Herstellungskosten senkte, sondern auch dem Chauffeur deutlich mehr Komfort brachte.
Gerade weil diese Karosserien individuell angefertigt wurden, gibt es auch eine gewisse Bandbreite an Detaillösungen. Bei den nachstehend aufgeführten Varianten können daher deren Unterscheidungsmerkmale verschwimmen. Dazu kommt, dass sowohl die Karossiers wie auch die Marketingabteilungen der Chassis-Lieferanten durchaus kreativ waren bei der Namensgebung. Mit der Zeit näherten sich Innen- und Außenlenker an. Letztlich waren die Bezeichnungen Brougham und Sport Brougham (weiter unten beschrieben) nicht viel mehr als ein etwas klangvollerer Name für Sport Sedan, Club Sedan oder Close-coupled Sedan, in der Regel mit kürzerem Passagierraum und einem von außen zugänglichen Gepäckabteil. Ein sehr elegantes Custom Brougham mit einer Sonnenblende außen, mit Leder bezogenem Dach und landau irons entstand 1924 bei Brunn in Buffalo (New York) auf dem Fahrgestell des Packard Single Eight Äußerliche Unterschiede zu einem Club Sedan sind nicht mehr feststellbar.

### Panel Brougham
Panel Broughams haben scharf gezeichnete, eher kantige Linien, vor allem im hinteren Dachbereich.
Ein frühes Exemplar eines Panel Brougham wurde von Brewster in New York bereits 1911 auf das Fahrgestell eines französischen Delaunay-Belleville gebaut. Die Karosserie wurde 1936 mit eher zweifelhaftem Erfolg auf ein Packard One-Twenty Chassis gesetzt. In dieser Form existiert das Auto noch heute.
Ein besonders spektakuläres Exemplar eines Town Brougham entstand als „Rekreation“ (Nachbau der Karosserie auf einem originalen Fahrgestell) auf dem Chassis eines Cadillac V16 (Serie 453B) von 1931. Die nachgebaute Fleetwood-Karosserie (Design Nr. 4264B) war im offiziellen Cadillac-Verkaufskatalog angeboten worden. Nur drei wurden tatsächlich gebaut, von denen offenbar keiner mehr existiert. Zu den exklusiven Besonderheiten gehörte Flechtwerk das am hinteren Teil der Karosserie angebracht war.
Die Wirtschaftskrise trug maßgeblich dazu bei, dass Town Cars immer weniger nachgefragt wurden. Selbst wer sich bis zu 10.000 US$ für ein solches Autom leisten konnte, überlegte sich zweimal, ob er in solchen Zeiten darin gesehen werden wollte. Packard reagierte darauf, indem bei Rollston in New York City ab 1937 kleine Serien von deren Panel Broughams bestellt wurden. Obwohl die Karosserie auch an die größeren Chassis angepasst werden konnte, wurden die meisten eben aus Kostengründen auf den kleinen Achtzylindern One-Twenty resp. Eight aufgebaut.
Rollston entwickelte auch einen neuen Dachmechanismus für das Chauffeurabteil. Über den vorderen Türen wurden ein mitgeführter Längsholm zwischen Windschutzscheibe und Dach eingesetzt. An deren Innenseite waren Führungsschienen angebracht, in denen das Metalldach geführt wurde. Dieses war mit eigenen Schienen zwischen Dachhaut und Himmel des Passagierabteils versehen und konnte ähnlich einem Schiebedach nach vorn herausgezogen werden. In den Holmen wurde es geführt und an der Windschutzscheibe gesichert. Das System funktioniert ähnlich wie beim Citroën C3 Pluriel.
Der renommierte Karosseriebauer warb mit vergleichsweise günstigen Preisen und einem trotz der Dimensionen eines Mittelklassewagens vornehmen aber überaus konservativen Erscheinungsbild. Die kantige Karosserie kontrastierte auf eigenwillige Weise mit den runden Linien der Kotflügel des Serienwagens.
„Kompakt“-Luxuswagen dieser Art entstanden bald auch bei anderen Karossiers, etwa Brewster. wo sogar eine Version für den Ford V8 gebaut wurde
. Noch einen Schritt weiter ging Derham im Auftrag eines nostalgischen Kunden. Diese Version erhielt auch Kotflügel im „Retro-Look“. Das Ergebnis ist allerdings etwas gewöhnungsbedürftig und kommt ästhetisch nicht an andere Kreationen des Traditionsunternehmens aus Rosemont (Pennsylvania) heran. Auf dem One-Twenty-Chassis entstand mindestens ein Panel Brougham, das der Ausführung von Rollston sehr nahekam. Auftraggeberin war angeblich die Opernsängerin Lily Pons. Derham baute aber diesen Karosserietyp auf Wunsch gerne auch auf größeren Modellen auf, auch als Panel Brougham oder Glass Panel Brougham mit einer Scheibe in der hinteren Dachsäule oder verwendete einen Standard-Sedan als Basis für einen ebenfalls relativ günstigen Umbau.

### Brougham-Landaulet
Analog dem Landaulet hat auch das Brougham-Landaulet ein aufklappbares Verdeck über dem hinteren Teil der Karosserie. In Europa sind die Bezeichnungen Landaulet de Ville oder Sedanca de Ville geläufiger.

## Galerie

### Broughams

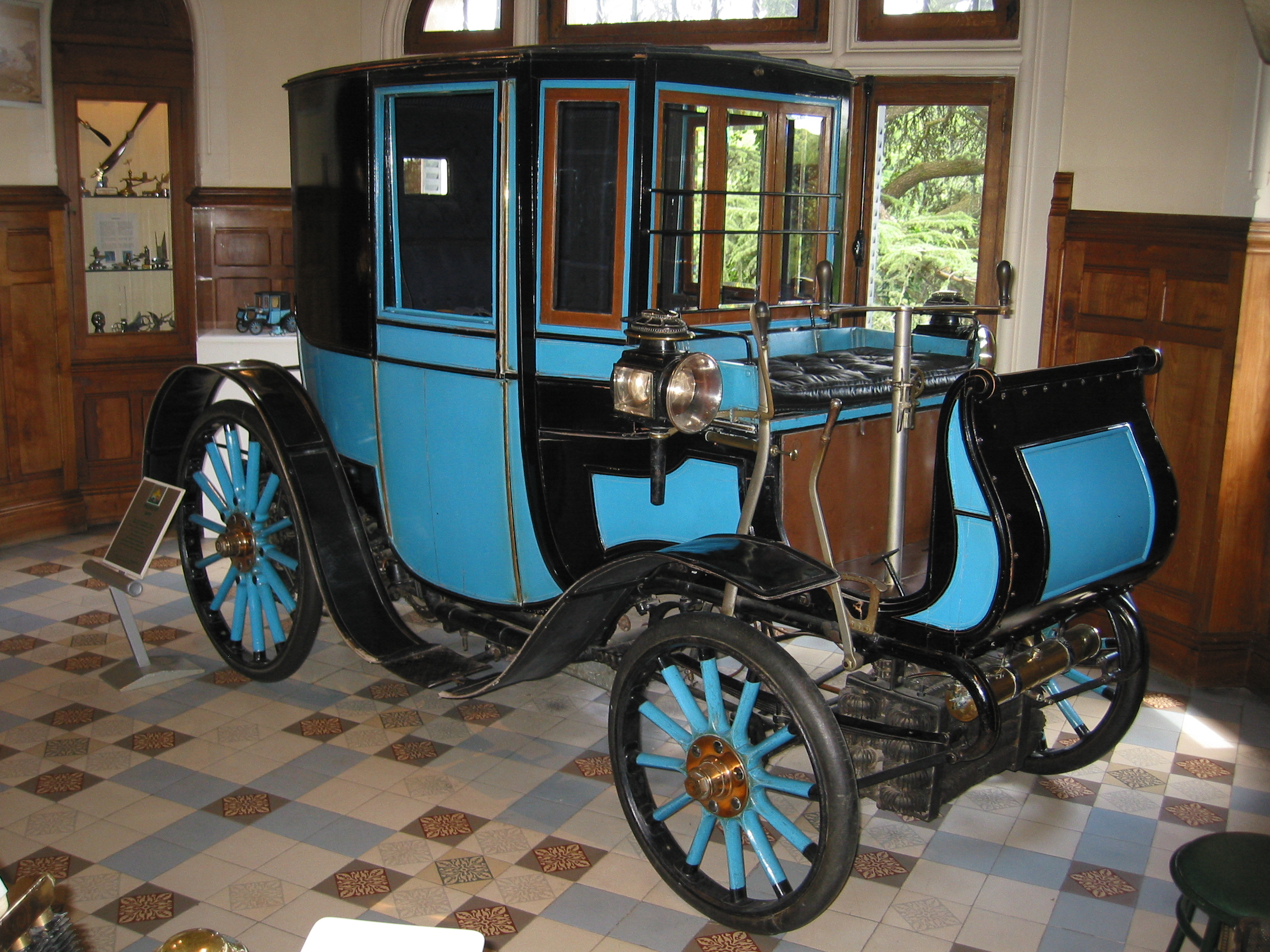
Peugeot Typ 27 Brougham (1899)
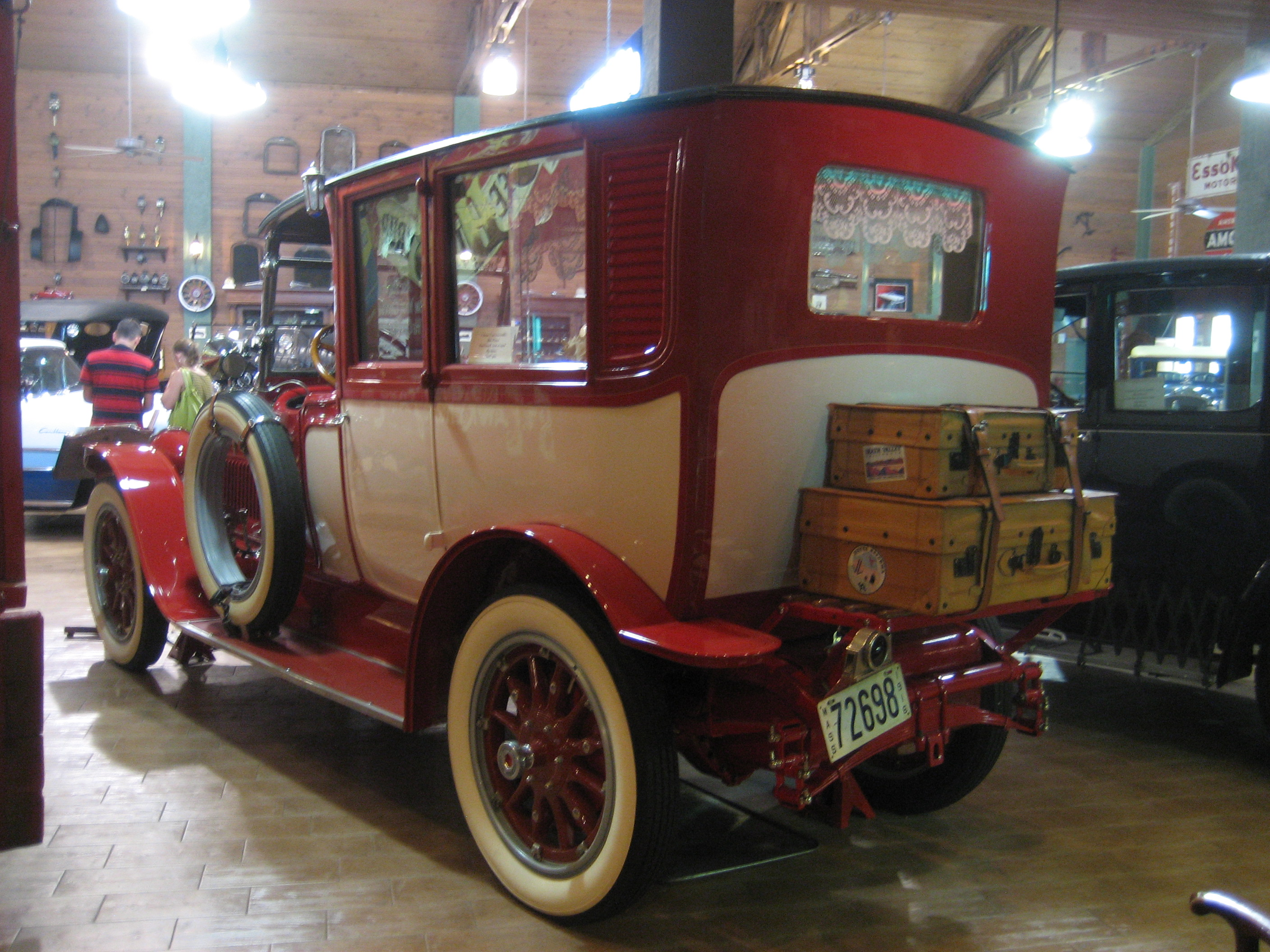
Packard Twin Six Series 1-35 Town Car Limousine von Kimball (1916)
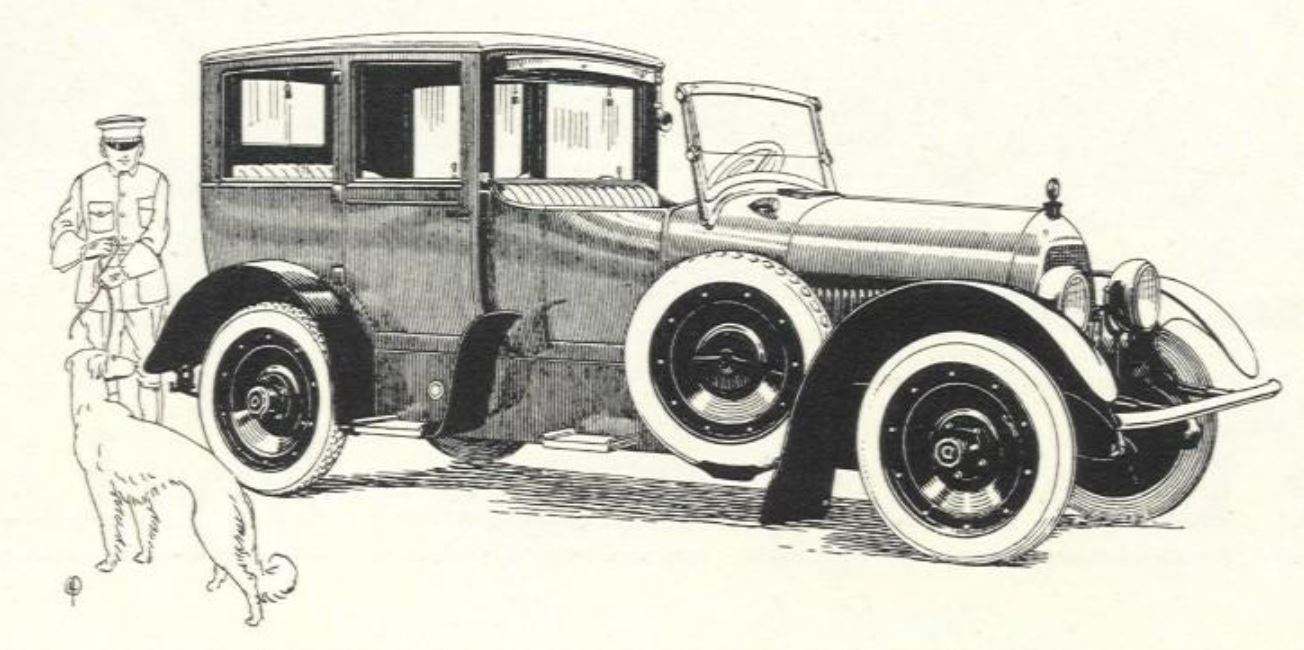
Daniels Model D Town Brougham (1922)
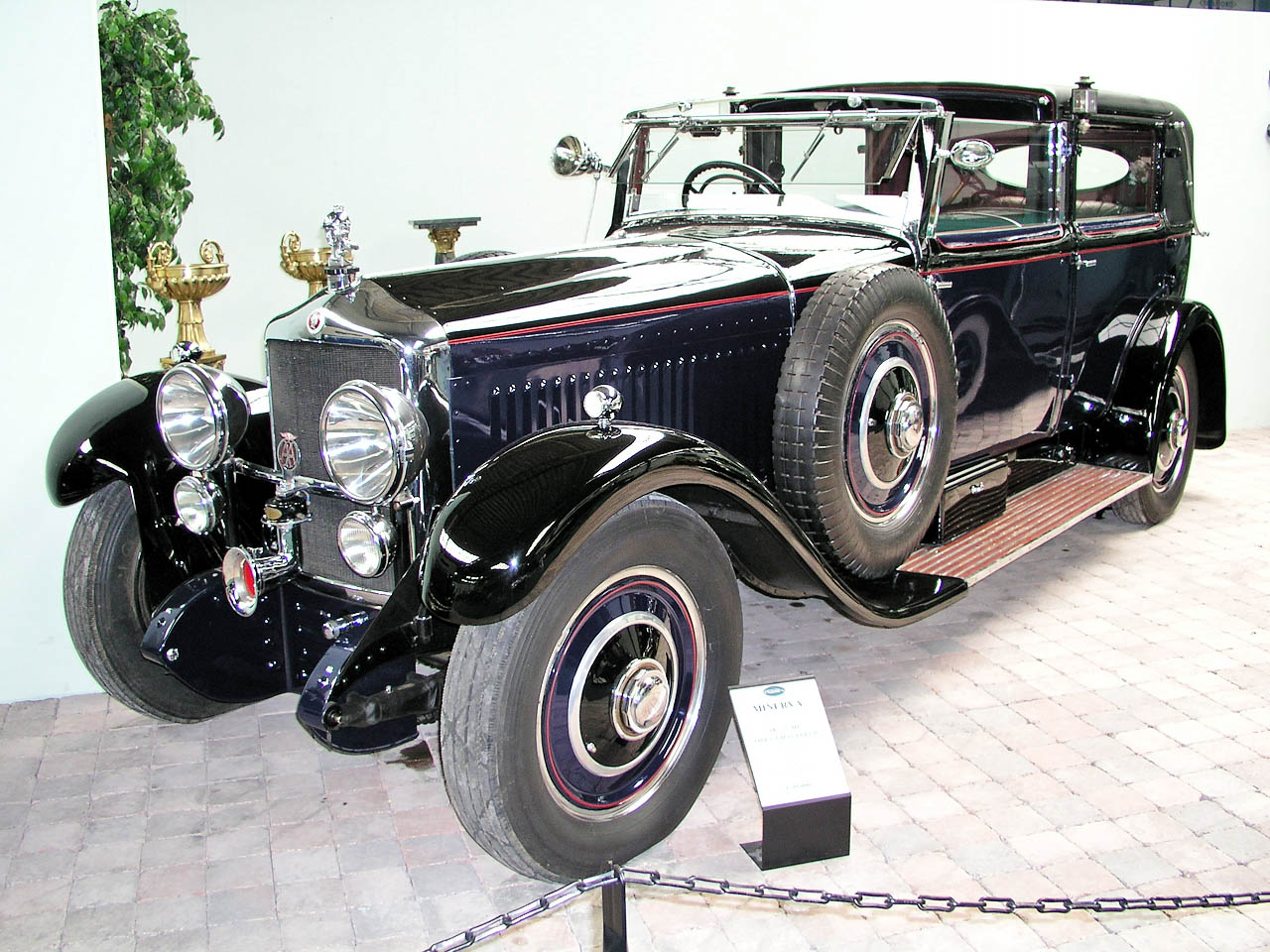
Minerva Type AK 32 CV Coupé-Chauffeur von d'Ieteren (1928)
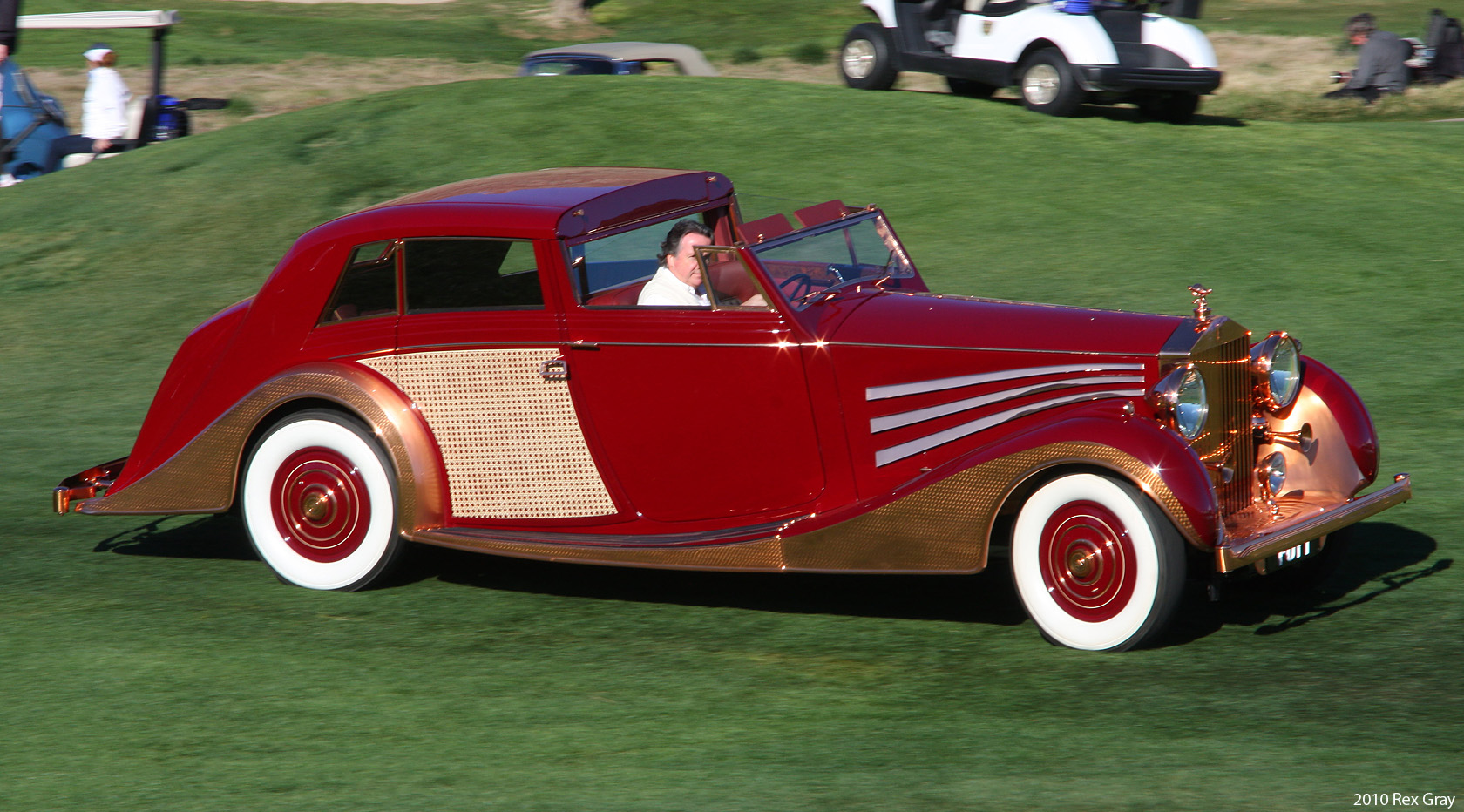
Rolls-Royce Phantom III Sedanca de Ville (1937) von Freestone & Webb (1947), Chassis Nr. 103CP38

### Brougham-Landaulets

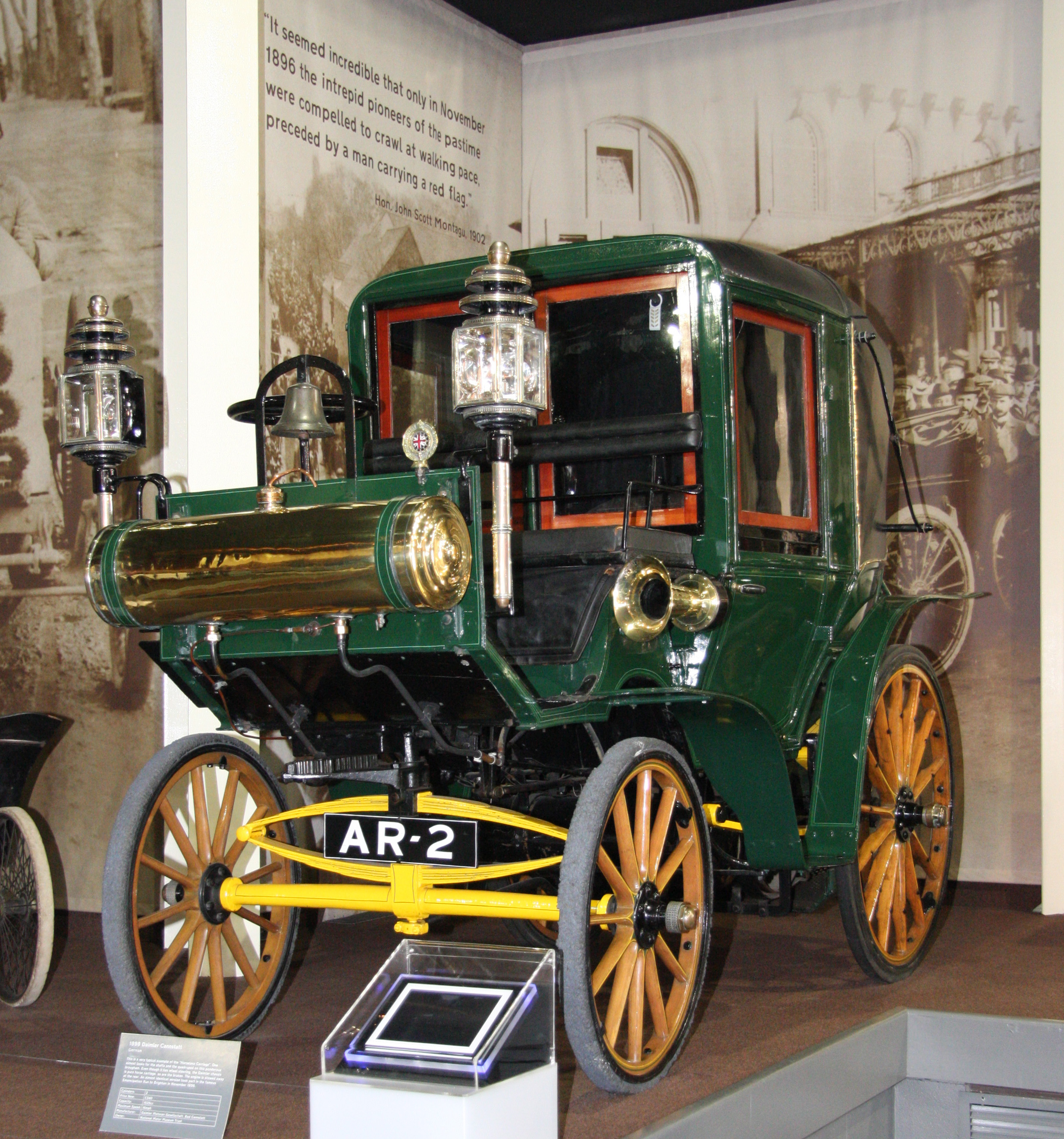
Cannstatt-Daimler Brougham-Landaulet (1898)
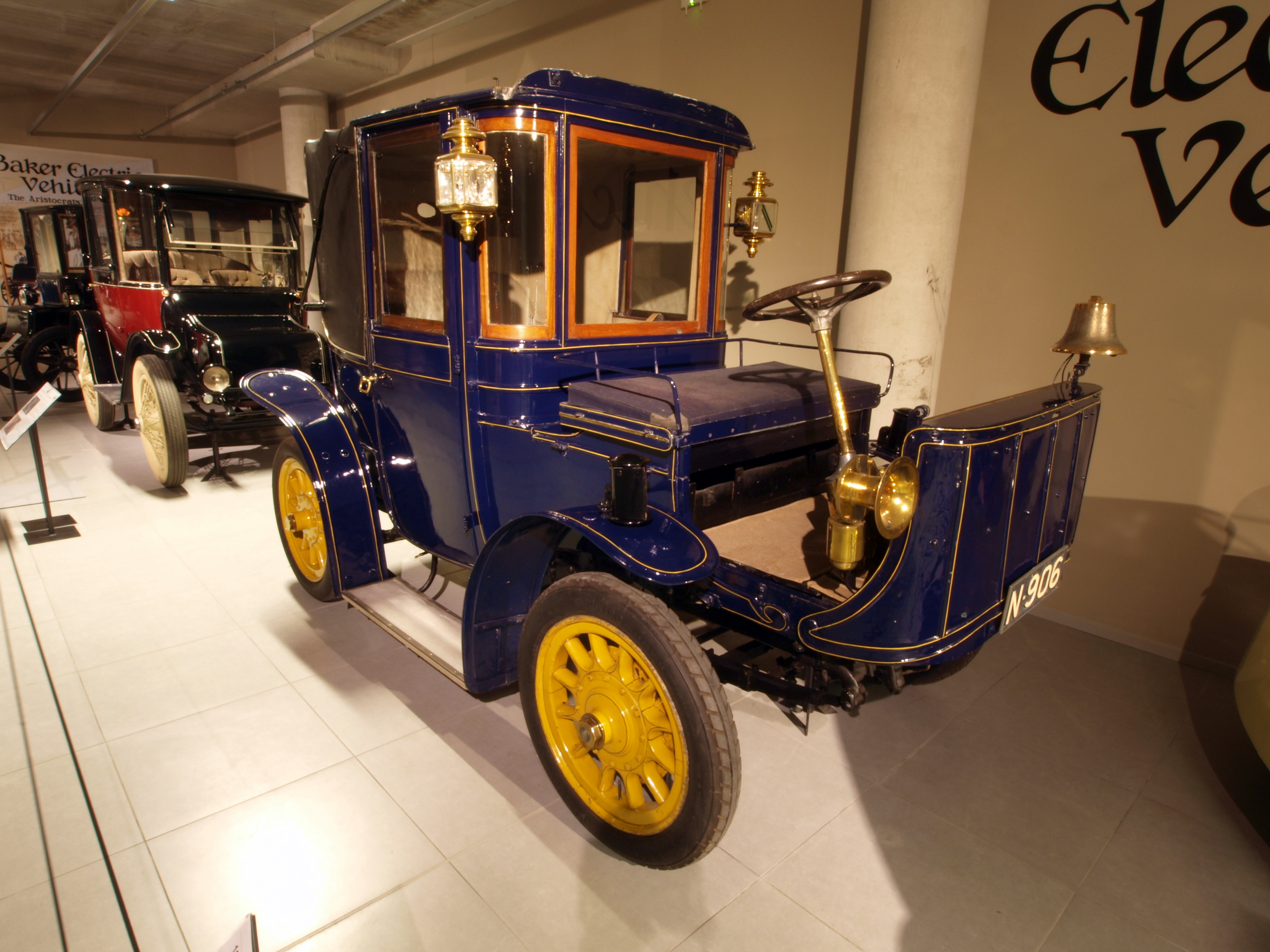
Hedag Electric Brougham-Landaulet (1905)
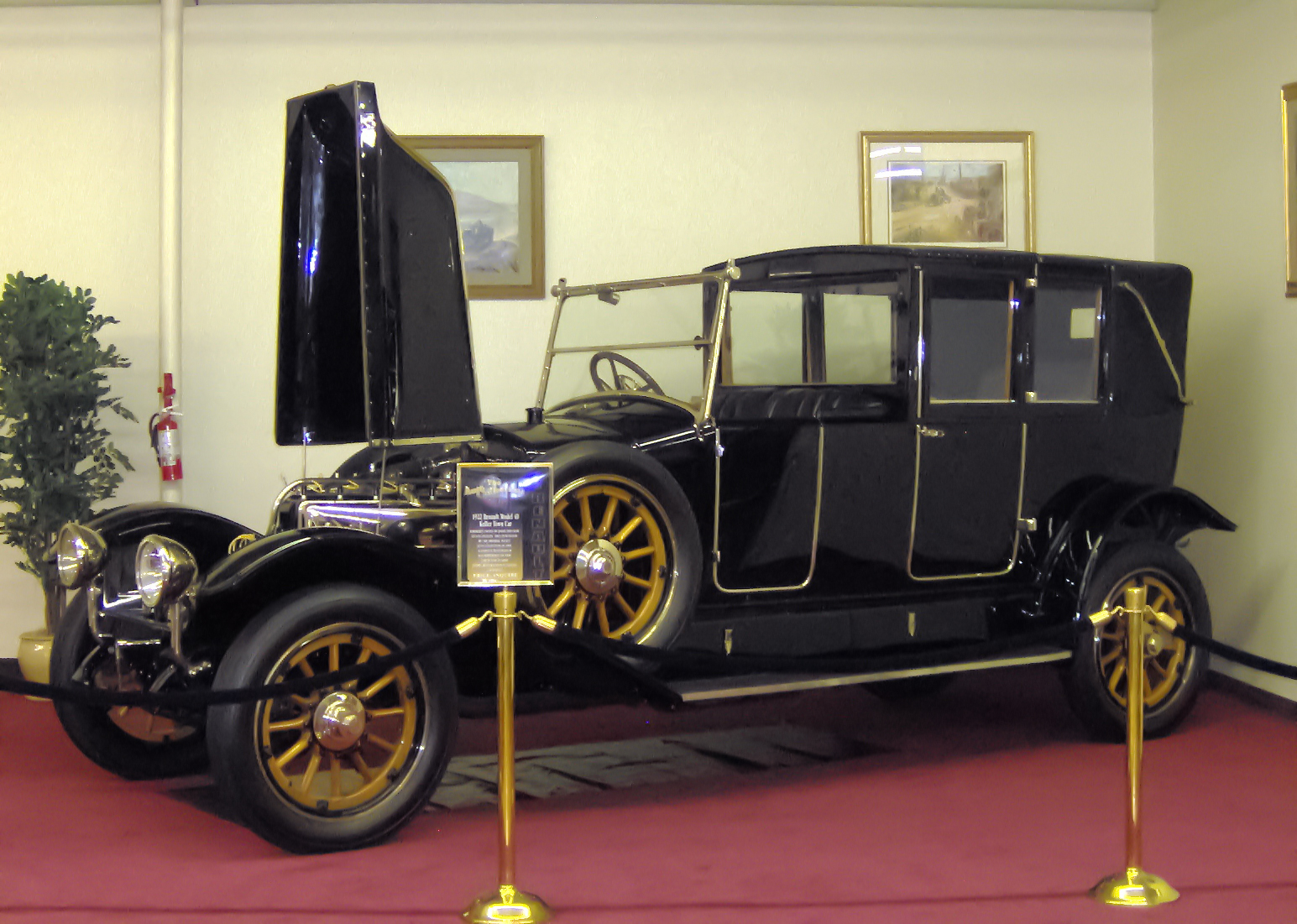
Renault Type 40 CV Landaulet de Ville von Kellner (1922)
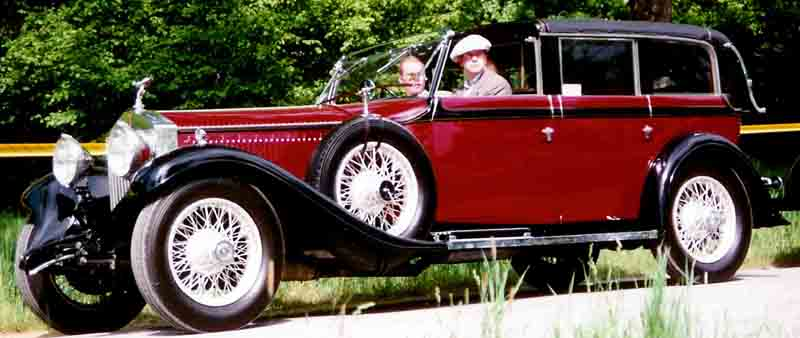
Rolls-Royce Phantom II Sedanca Cabriolet (Brougham-Landaulet) (1929)

## Andere Verwendungen des Begriffs

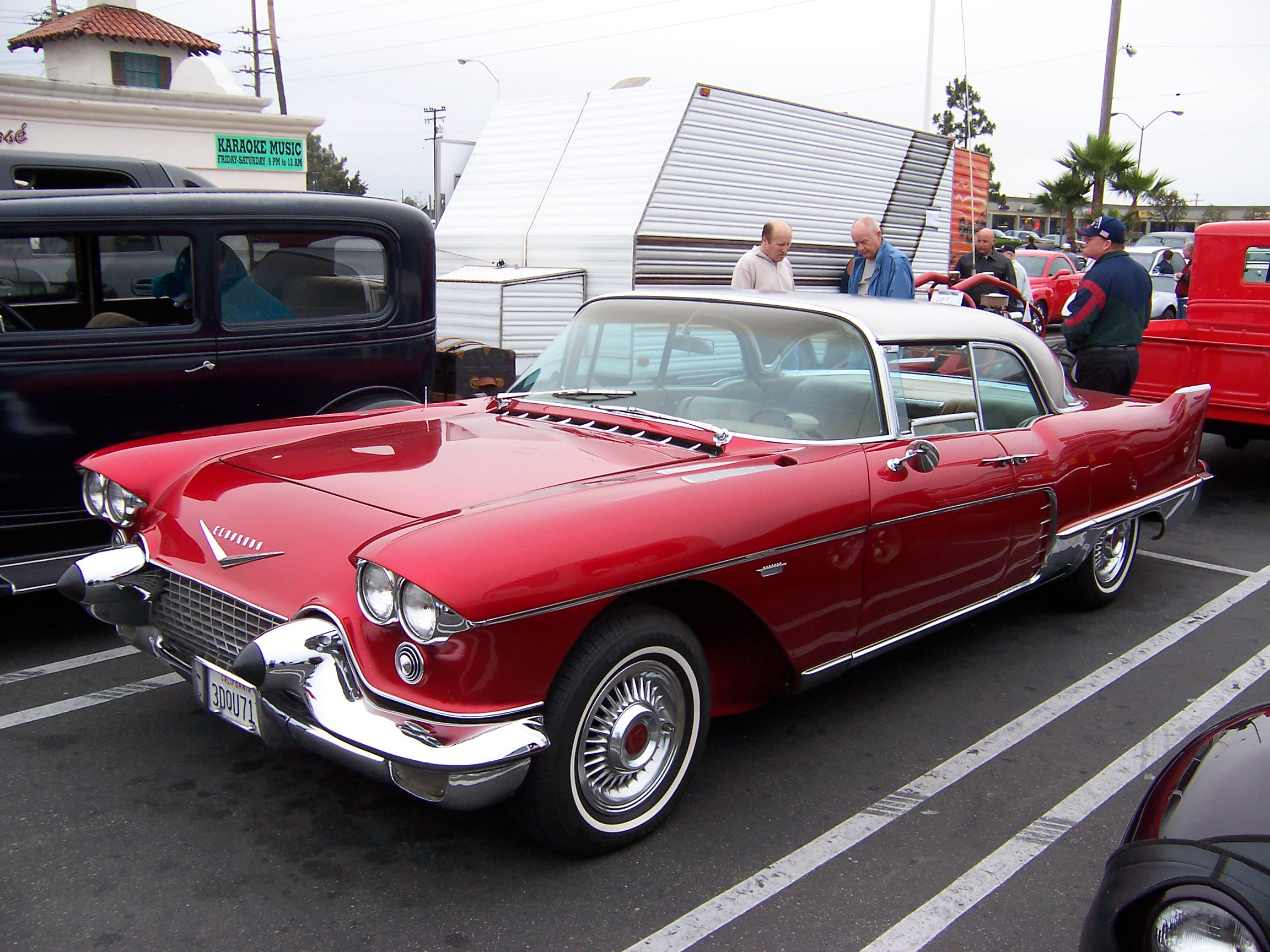
Cadillac Eldorado Brougham (1957)

### Cadillac (Baureihe)
- Cadillac Eldorado Brougham

### Chrysler (alternative Karosseriebezeichnung)
In den 1930er Jahren verwendete Chrysler die Bezeichnung 2 Door Touring Brougham für einen zweitürigen Sedan. Der Zusatz „Touring“ war eine gängige Umschreibung für eine Ausführung mit integriertem Kofferraum; oft wurden beide Varianten angeboten und mussten daher unterschieden werden. Zum Touring car besteht kein Bezug.

### Hudson (alternative Karosseriebezeichnung)

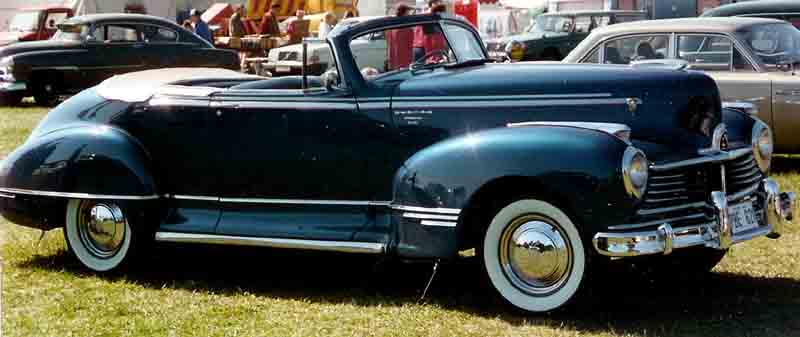
Hudson Commodore Eight Brougham Convertible (1947)

Die Hudson Motor Car Co. war ein traditionsreicher Hersteller von Mittelklasseautos. Er verwendete die Bezeichnung 2 Door Brougham ab 1936 recht verwirrend; anfangs nur für einen 2 Door Sedan (anderswo wurden solche Fahrzeuge 2 Door Sedan, Club Sedan oder schlicht Coach genannt.), später auch als Bestandteil des Modellnamens für das Cabriolet: Convertible Brougham.

### Mercury (Baureihe)
Nur 1967 gab es den Mercury Brougham als Spitzenmodell der Marke.

## Brougham als Ausstattungsvariante
In Anlehnung an diese exklusive Karosserievariante entstand um 1970 vor allem in den USA eine gehobene Ausstattungsvariante für verschiedene, fast ausschließlich US-amerikanische Automarken. Brougham war oft ein Teil des Modellnamens. Es ist wohl kaum ein Zufall, dass gerade zu dieser Zeit in den USA der Trend aufkam, Themen aus der „klassischen“ Periode des Automobilbaus zwischen 1930 und 1940 aufzugreifen. Dazu Vinyldächer in verschiedenen Ausführungen – über das ganze Dach oder als Landau- resp. Opera Roof nur im hinteren Bereich, mit falschen Sturmbügeln (Landau Bars) auf der C-Säule und ab etwa 1975 stark gepolstert – gehörten ebenso zu einem Topmodell wie farblich darauf abgestimmte Zierleisten, Coach lamps (Positionslampen an der B-Säule), Opera windows (nicht zu öffnende kleine Fenster in der C-Säule, oft mit eingraviert wirkenden Verzierungen im Glas), Speichenradkappen und passende Logos, Embleme und Ornamente. Innen gab es ultraweiche Split Benches in die man tief einsank, Applikationen mit Holzimitation (und selten echtem Holz) an allen erdenklichen Stellen und ganze Batterien von Lämpchen und Lampen.

### AMC Ambassador

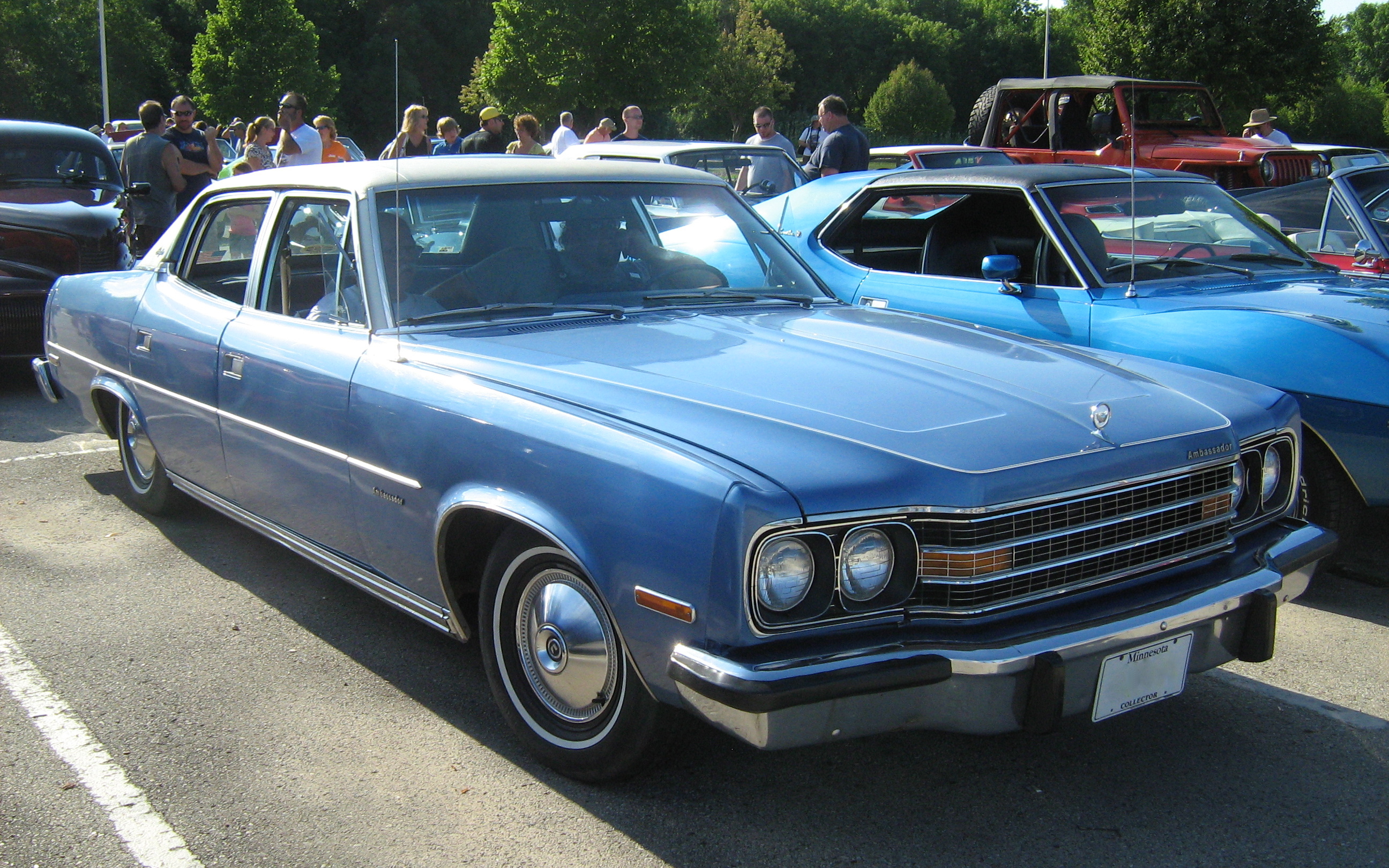
AMC Ambassador Brougham Sedan (1974)

American Motors (AMC) verwendete die Bezeichnung „Brougham“ ausschließlich für die teuerste der drei Ausstattungsstufen ihres größten Modells AMC Ambassador. Bis 1969 waren dies Ambassador, Ambassador DPL und Ambassador SST
. Im Zusammenhang mit einem Facelift ersetzte der „Brougham“ den „SST“, dieser wurde neu die mittlere Variante und „DPL“ wurde die Bezeichnung für die Basisversion. Elektrische Fensterheber vorn gehörten nur beim „Brougham“ zur Grundausstattung. Wie im Vorjahr hatte das Topmodell den kleinsten V8-Motor mit 4752 cm³ (290 c.i.) und 225 bhp (168 kW) als Standardausrüstung; einfachere Ausführungen hatten Sechszylindermotoren. Stärkere Versionen waren auf Wunsch in allen Ausstattungsstufen erhältlich; der Brougham konnte also auch mit den größeren V8 mit 5621 cm³ (343 c.i.) und 280 bhp (209 kW) oder 6391 cm³ (390 c.i.) und 315 bhp (235 kW) geordert werden. Die „Brougham“-Ausstattung war für alle drei Ambassador-Karosserien lieferbar. Sie umfasste Vinyldächer bei Sedan und Coupé und Holzdekor an den Flanken beim Station Wagon.
1970 gab es eine kleine Modellpflege. Unter anderem erhielt der „Brougham“ serienmäßig einzeln verstellbare Sitze vorn. Das Sportlenkrad kostete 30 US$ Aufpreis. Automatikgetriebe und Klimaanlage wurden 1971 Standard für den „Brougham“. 1971 ging etwas von der Exklusivität gegenüber den anderen Ausstattungsstufen verloren weil der Ambassador ausschließlich als V8 lieferbar war. Im folgenden Jahr entfiel die Basisversion „DPL“ und 1973 auch der „SST“, sodass der Ambassador ausschließlich als „Brougham“ erhältlich war. Die 1974er Modelle erhielten eine Kühlerfigur und das Coupé entfiel weil nun das neue Matador Coupé als Personal Luxury zur Verfügung stand. Die Baureihe wurde zu Ende des Modelljahres ersatzlos eingestellt.

### Cadillac
Die Bezeichnung „Brougham“ hat bei Cadillac eine lange Tradition
- Cadillac Brougham
- Cadillac Fleetwood
- Cadillac Fleetwood Brougham
- Cadillac Fleetwood Sixty Special Brougham

### Chevrolet
- Chevrolet Caprice Classic Brougham LS

### Daewoo
- Daewoo Brougham als Luxusversion des Daewoo Prince

### Oldsmobile
- Oldsmobile Cutlass[28]
- Oldsmobile Cutlass Salon Brougham
- Oldsmobile Cutlass Supreme Brougham
- Oldsmobile Delta 88 Royale Brougham[28]
- Oldsmobile Toronado Brougham[28]

### Pontiac
- Pontiac Grand Ville Brougham[28]

### Chrysler

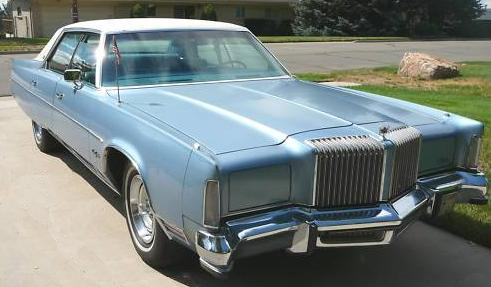
Chrysler NewYorker Brougham Sedan (1977)

- Chrysler New Yorker Brougham[28]

### Dodge
- Dodge Monaco Brougham

### Ford
- Ford Torino Brougham[28]
- Ford Gran Torino Brougham
- Ford LTD Brougham
- Ford LTD II Brougham

Die Topausstattungen der Station-Wagon hießen zeitweilig Squire resp. Country Squire.

### Mercury
- Mercury Montego Brougham
- Mercury Monterey Brougham
- Mercury Park Lane Brougham

## Weitere nicht mehr gebräuchliche Automobilbauformen

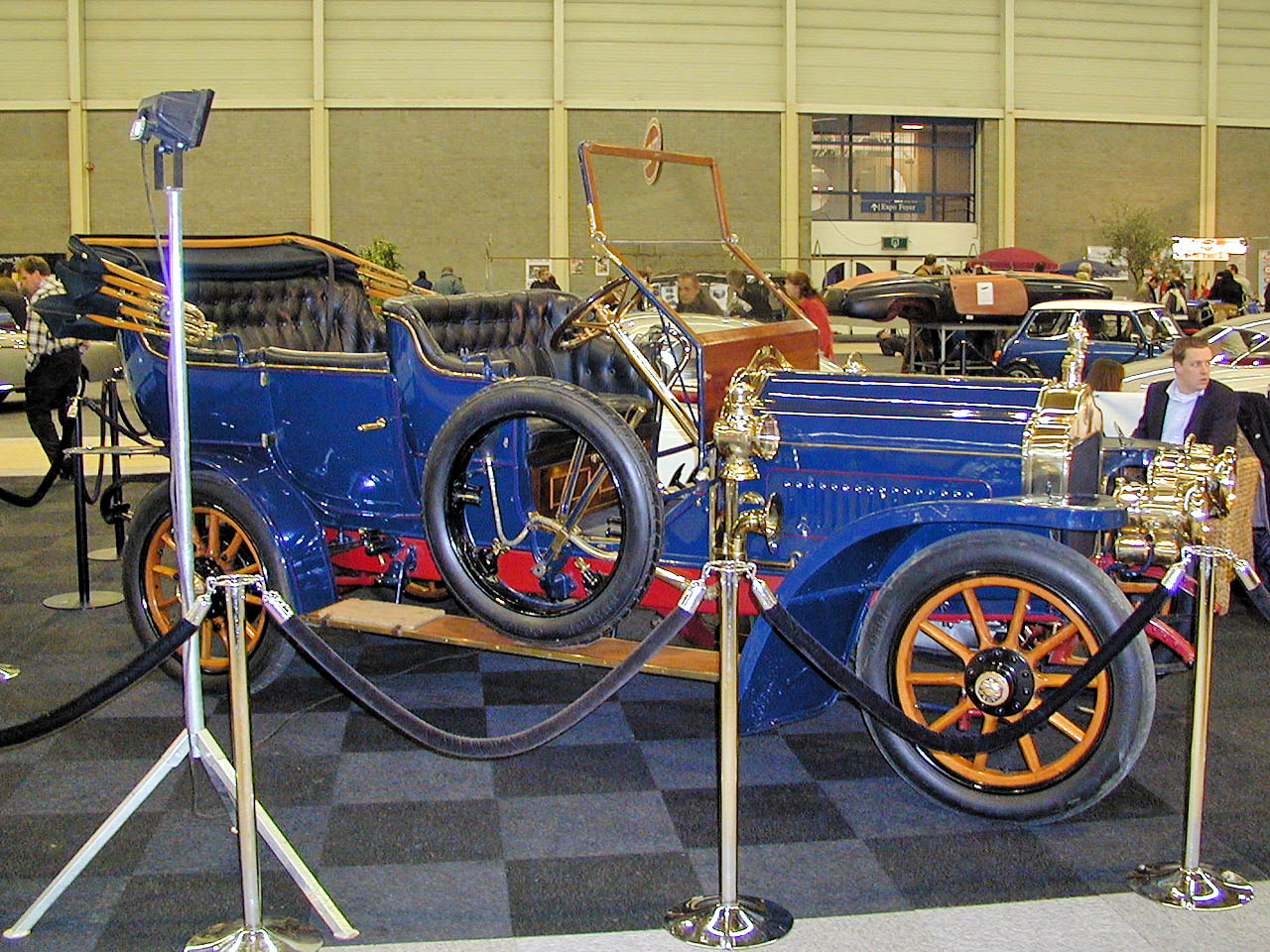
Minerva 28 CV Type M karossiert als Roi des Belges von Hutton, Irland (1907)

- Convertible Victoria
- Dos-à-dos
- Dual Cowl Phaeton
- Faux Cabriolet
- Hanson
- Opera Coupé
- Park Buggy
- Roi-des-Belges
- Fore Seat Runabout
- Fore Door Touring
- Surrey
- Stanhope
- Toy Tonneau
- Victoria Phaeton
- Vis-à-vis
- Voiturette

## Andere Bezeichnungen für Topausstattungen (USA, Auswahl)

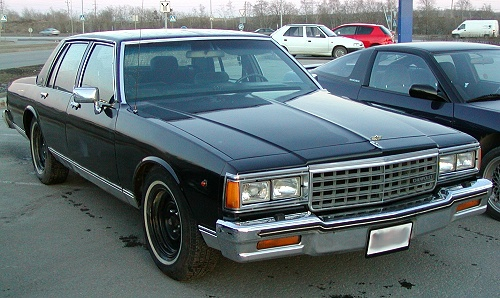
Chevrolet Caprice Classic Sedan (1985)

- Classic (Chevrolet, Studebaker)
- Custom (Packard, Clipper)
- LeBaron (Chrysler)
- Limited (Buick)
- LJ (Pontiac)
- SST (AMC)

## Trivia
- Der Detroit Electric von Oma Duck war ein Brougham wie er von ca. 1915 bis 1928 äußerlich fast unverändert gebaut wurde.[4]
- Für die US-TV-Serie The Munsters (1964–1966) entwarf George Barris von Barris Customs mehrere verrückte Automobile im Hot-Rod-Stil. Drei davon, genannt The Munsters Koach, wurden als Brougham-Landaulet ausgeführt.[2] Sie bestanden aus je drei Karosserien von Ford Modell T mit einem Ford Cobra V8-Motor mit einem Hubraum von 289 ci oder 4738 cm³. Eines dieser Fahrzeuge diente als Vorbild für einen Plastikmodellbausatz von AMT im Maßstab 1 : 25.
- Der im Artikel erwähnte Cadillac V16 Fleetwood Panel Brougham von 1931 war als Plastikmodellbausatz im Maßstab 1 : 25 erhältlich. Hersteller war Jo-Han (GC-731).[32]

## Einzelnachweise

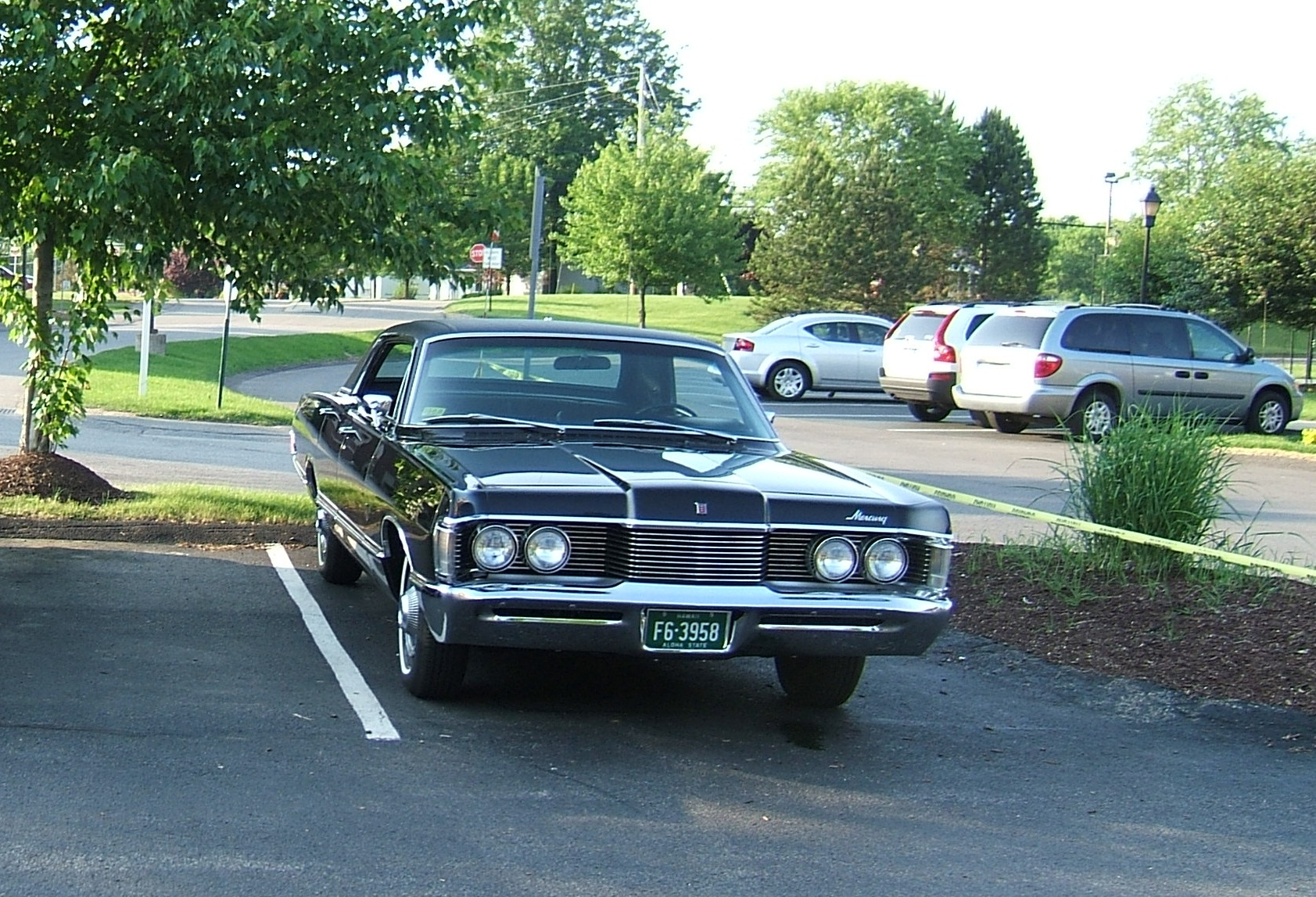
Mercury Park Lane Brougham 4-door Hardtop (1968)